# Tamiya Hiroshi
Tamiya Hiroshi (japanisch 田宮 博; geboren 5. Januar 1903 in Osaka; gestorben 20. März 1984 in Tōkyō) war ein japanischer Zellbiologe.

## Leben und Werk
Tamiya Hiroshi machte 1926 seinen Abschluss an der Fakultät für Naturwissenschaften, Abteilung für Botanik der Universität Tōkyō. Nach Aufenthalten in Deutschland und Frankreich wurde er 1939 außerordentlicher Professor an seiner Universität. Mit seinem Lehrer Shibata Keita (1877–1946) forschte er über Enzyme, insbesondere über Atmungsenzyme, in Lebewesen und trug zur weltweiten Debatte zu diesem Thema bei. 1943 wurde er Professor. 1946 übernahm die Leitung des „Tokugawa Institute of Biology“. 1955 wurde er Professor am „Institut für Angewandte Mikrobiologie der Universität Tōkyō“, dessen Direktor er 1961 wurde.
Im Jahr 1958 wurde Tamiya Hiroshi in der Sektion Zellbiologie als Mitglied in die Deutsche Akademie der Naturforscher Leopoldina aufgenommen. 1963 erhielt er den Fujiwara-Preis für „Untersuchung photosynthetischer mikrobieller Chlorella“. 1965 erhielt er den Preis der Japanischen Akademie der Wissenschaften für „Die physiologische und biochemische Erforschung von Chlorella durch synchronisierte Kulturen“. 1966 wurde er Mitglied der japanischen Akademie der Wissenschaften und der National Academy of Sciences der Vereinigten Staaten.
1977 wurde Tamiya als Person mit besonderen kulturellen Verdiensten geehrt und im selben Jahr mit dem Kulturorden ausgezeichnet.